# 木村晋介
木村 晋介（きむら しんすけ、男性、1945年1月24日 - ）は、日本の弁護士（東京弁護士会所属）、エッセイストである。木村晋介法律事務所所長。

## 来歴
長崎市生まれ。東京都立杉並高等学校、中央大学法学部卒業。
大学在学中は親友の椎名誠（作家）や沢野ひとし（イラストレーター）らと克美荘で共同生活を送る。
大学卒業の1967年に22歳で司法試験合格し、司法修習22期（同期に弘中惇一郎や筒井信隆）を経て1970年に弁護士登録。独立して木村晋介法律事務所を開設。

### 主な経歴
- 日本カンボジア法律家の会共同代表
- リカバリー・サポート・センター理事長
- 公益財団法人かめのり財団理事長
- 将棋ペンクラブ会長
- 季刊俳句雑誌　牧　編集長
- 坂本弁護士一家懸賞金実行委員会委員長
- 日本将棋連盟顧問
- 日本消費生活アドバイザー・コンサルタント協会理事
- 日本尊厳死協会理事
- サリン事件等被害者支援基金理事
- 王立プノンペン法律・経済大学講師
- ソフトエアガン安全会議代表委員

などを務めた。

## 活動
消費者問題、犯罪被害者問題、環境問題、プライバシー問題に造詣が深く、オウム事件では坂本弁護士一家救出運動に尽力した。柳美里『石に泳ぐ魚』裁判では梓澤和幸とともに原告側弁護士を務めた。
趣味は江戸、江戸のゲーム将棋、江戸の話芸落語、江戸の詩歌俳句　江戸の歌　小唄端唄　江戸の踊り　かっぽれ。
落語集団「わ會」に所属し、深川江戸資料館、池袋演芸場、お江戸日本橋亭、木馬亭、お江戸両国亭などで実演の経験がある。『野ざらし』・『愛宕山』・『寝床』・『錦の袈裟』・『代り目』・『片棒』・『宿屋の富』・『酢豆腐』・『鰻の幇間』・『棒鱈』・『紙入れ』・『代書家』・『小言念仏』などの古典の他、自身の新作『椎名の手』などがある。また、都都逸作家としても、中道風迅洞師の弟子として、NHKラジオにもたびたび登場した。
小唄端唄では、国立劇場小劇場2023　紀伊国屋ホール　2020年～などに出演
将棋を愛好し将棋ライター・将棋観戦記者などの親睦団体「将棋ペンクラブ」会員であり、2009年から2022年まで「将棋ペンクラブ大賞」選考委員を務めた。六段の免状を持つ。2010年から「将棋ペンクラブ」会長。
2000年代初頭に、代理人として立った示談交渉で、相手方へ渡す示談金を横領した上、それを隠蔽すべく自己の依頼人に虚偽の報告を協力させたとして、懲戒請求がなされた経緯がある。　　

## 著書
- 『サラ金トラブルうまい解決法 悲劇から救った実例と具体策』 主婦と生活社 1983
- 『うまい話にご用心 内職・投資・訪問販売… NHKおはよう広場班』 日本放送出版協会 1984
- 『キムラ弁護士が駈けてゆく 赤裸々な私生活と司法試験の傾向と対策』情報センター出版局 1985　のち角川文庫
- 『笑いながらわかるザ・相続』 レオナルド熊共編著 労働旬報社 1986
- 『ご用心!巷にあふれるいい話 「悪徳商法」撃退法』　岩波ブックレット 1986
- 『キムラ弁護士がウサギ跳び  国家秘密法よりもオツリを、医者を、酒を!』 情報センター出版局 1986　のち角川文庫
- 『八丈島のロックンロール キムラ弁護士事件帖』 筑摩書房 1988 のち文庫
- 『キムラ弁護士のドタンバ逆転うっちゃり術 いざというときの法律相談』 主婦の友社 1988
- 『竹林からかぐや姫 キムラ弁護士事件帖part2』 筑摩書房 1992
- 『人権ガイドブック』 鈴木利広共編 花伝社 1993
- 『消費者取引判例ガイド』本田純一・千葉肇共著 有斐閣 1994
- 『見果てぬ夢にサイド・アタック 木村弁護士と10人の仲間』 筑摩書房 1995
- 『キムラ弁護士大熱血青春記』 本の雑誌社 1995 「長崎ルパン物語」角川文庫
- 『僕の考えた死の準備 自分らしい遺言、死に方、お葬式』 法研 1996
- 『熱血!キムラ弁護士のこんな法律いらないっ! 日本の大ボケ法律をメッタ斬りする激白エッセイ』 ダイヤモンド社 1997
- 『キムラ式遺言の書き方 誰にでも簡単に書ける記入式遺言』 法研 1997
- 『キムラ弁護士の夜の法律相談』 廣済堂出版 1997
- 『友縁家族 キムラ弁護士の大熱血交遊録』 旬報社 1998 【改題】『キムラ弁護士の友情原論』角川文庫
- 『緊急問題』 嵐山光三郎共著 本の雑誌社 1999
- 『ネコのために遺言を書くとすれば』 本の雑誌社 1999
- 『遺言状を書いてみる』 ちくま新書 2001
- 『定年後の法律相談』 村千鶴子共著 徳間文庫 2002
- 『ありふれない一日 キムラ弁護士大熱血通信』 本の雑誌社 2003
- 『キムラ弁護士、ミステリーにケンカを売る』 筑摩書房 2007
- 『キムラ弁護士小説と闘う』　本の雑誌社
- 『発作的座談会』（椎名誠、沢野ひとし、目黒考二、木村晋介を中心とした座談会で、ときたまゲストとしてカヌーイストの野田知佑などが参加）
- 『いろはカルタの真実（発作的座談会2）』
- 『超能力株式会社の未来（発作的座談会3）』

## 出演
- ザ・ウィーク（1989年～　フジテレビ）
- 『正義は勝つ』（1995年、フジテレビ） - 木村弁護士役
- 『木村弁護士正義の友達』 - TBSラジオ7時間半　パーソナリティー
- 『関口宏の東京フレンドパークII』 - 1998年10月26日。麻木久仁子と共演。獲得金貨は2枚。
- 『熱血!平成教育学院』 - 2006年11月5日